# Aşağı Qələnxur
Aşağı Qələnxur (aussi Aşağı Gələnxur et Ashagy Gelenkhur) est un village du raïon de Qusar, en Azerbaïdjan. Le village fait partie de la municipalité de Nəcəfkənd. 